# Liste der denkmalgeschützten Objekte in Untertauern
Die Liste der denkmalgeschützten Objekte in Untertauern enthält die 11 denkmalgeschützten, unbeweglichen Objekte der Gemeinde Untertauern.

## Denkmäler
| Foto |                 | Denkmal                                                                              | Standort                                    | Beschreibung | Metadaten |
| ---- | --------------- | ------------------------------------------------------------------------------------ | ------------------------------------------- | --- | --- |
| ja   | Datei hochladen | Pfarrhof HERIS-ID: 28403 Objekt-ID: 24981                                            | Dorfstraße 15 Standort KG: Untertauern      | Der nordseitig an die Pfarrkirche angebaute barocke Pfarrhof wurde 1743 erbaut und hat zwei Geschoße und eine Hohlkehle. Der Pfarrhof wurde von 1957 bis 1959 restauriert. | BDA-Hist.: Q37919768 Status: § 2a Stand der BDA-Liste: 2025-06-30 Name: Pfarrhof GstNr.: .51/1                                                                |
| ja   | Datei hochladen | Gasthof Zur Post HERIS-ID: 28502 Objekt-ID: 25092                                    | Dorfstraße 22 Standort KG: Untertauern      | Der Gasthof Post ist ein zweigeschoßiger Bau mit einem Segmentbogenportal mit der Inschrift 1591. | BDA-Hist.: Q37920325 Status: Bescheid Stand der BDA-Liste: 2025-06-30 Name: Gasthof Zur Post GstNr.: .54 Gasthof Zur Post Untertauern                         |
| ja   | Datei hochladen | Hotel/Pension, Tauernhaus Wisenegg HERIS-ID: 28879 Objekt-ID: 25485                  | Römerstraße 3 Standort KG: Untertauern      | Der zweigeschoßige alpine Bau hat ein Schopfwalmdach mit Schindeldeckung. An der Fassade ist eine Sonnenuhr mit der Inschrift 1562–1905. | BDA-Hist.: Q22694286 Status: § 2a Stand der BDA-Liste: 2025-06-30 Name: Hotel/Pension, Tauernhaus Wisenegg GstNr.: .109                                       |
| ja   | Datei hochladen | ehem. Expositurhaus Bergheim, heute Jugendgästehaus HERIS-ID: 28504 Objekt-ID: 25094 | Römerstraße 4 Standort KG: Untertauern      | | BDA-Hist.: Q37920340 Status: § 2a Stand der BDA-Liste: 2025-06-30 Name: ehem. Expositurhaus Bergheim, heute Jugendgästehaus GstNr.: .114                      |
| ja   | Datei hochladen | Meilenstein des Kaisers Septimius Severus HERIS-ID: 28877 Objekt-ID: 25483           | Standort KG: Untertauern                    | Meilenstein des römischen Kaisers Lucius Septimius Severus (146–211), der auf einem rezenten zweiteiligen Sockel mit Erklärungstafel aufruht | BDA-Hist.: Q37922111 Status: § 2a Stand der BDA-Liste: 2025-06-30 Name: Meilenstein des Kaisers Septimius Severus GstNr.: 566/1 Meilenstein Untertauern 25483 |
| ja   | Datei hochladen | Meilenstein des Kaisers Septimius Severus HERIS-ID: 28878 Objekt-ID: 25484           | Standort KG: Untertauern                    | Meilenstein des römischen Kaisers Lucius Septimius Severus (146–211) | BDA-Hist.: Q37922119 Status: § 2a Stand der BDA-Liste: 2025-06-30 Name: Meilenstein des Kaisers Septimius Severus GstNr.: 566/1 Meilenstein Untertauern 25484 |
| ja   | Datei hochladen | Meilenstein des Kaisers Septimius Severus HERIS-ID: 28512 Objekt-ID: 25102           | Standort KG: Untertauern                    | Meilenstein des römischen Kaisers Lucius Septimius Severus (146–211) | BDA-Hist.: Q37920410 Status: § 2a Stand der BDA-Liste: 2025-06-30 Name: Meilenstein des Kaisers Septimius Severus GstNr.: 566/1 Meilenstein Untertauern 25102 |
| ja   | Datei hochladen | Kath. Pfarrkirche hl. Josef HERIS-ID: 28402 Objekt-ID: 24980                         | Standort KG: Untertauern                    | Die kleine barocke Kirche wurde 1743 mit dem Hofbauverwalter Johann Kleber erbaut und 1745 geweiht. Nordseitig ist der Pfarrhof angebaut. | BDA-Hist.: Q22338582 Status: § 2a Stand der BDA-Liste: 2025-06-30 Name: Kath. Pfarrkirche hl. Josef GstNr.: .52 Pfarrkirche Untertauern                       |
| ja   | Datei hochladen | Friedhofskapelle, Kriegergedächtniskapelle HERIS-ID: 28411 Objekt-ID: 24993          | Standort KG: Untertauern                    | | BDA-Hist.: Q37919824 Status: § 2a Stand der BDA-Liste: 2025-06-30 Name: Friedhofskapelle, Kriegergedächtniskapelle GstNr.: .51/2 Friedhofskapelle Untertauern |
| ja   | Datei hochladen | Tauernfriedhof mit Kapelle HERIS-ID: 28874 Objekt-ID: 25480                          | Standort KG: Untertauern                    | Der Friedhof auf der Passhöhe neben der Straße wurde 1515 geweiht. | BDA-Hist.: Q22694285 Status: § 2a Stand der BDA-Liste: 2025-06-30 Name: Tauernfriedhof mit Kapelle GstNr.: 515 Tauernfriedhof                                 |
| ja   | Datei hochladen | Kath. Filialkirche hl. Petrus in Banden HERIS-ID: 28876 Objekt-ID: 25482             | Römerstraße 4, bei Standort KG: Untertauern | Ein Vorgängerbau – 1224 urkundlich genannt – stand ehemals am Tauernfriedhof auf der Passhöhe. Der barocke Kirchenbau wurde von 1618 bis 1621 nach einem Entwurf des Dombaumeisters Santino Solari erbaut und 1759 geweiht. 1950 war eine Restaurierung. 1962/1963 wurde die Kirche erweitert. | BDA-Hist.: Q22691876 Status: § 2a Stand der BDA-Liste: 2025-06-30 Name: Kath. Filialkirche hl. Petrus in Banden GstNr.: .115 Filialkirche Obertauern          |